# غايتيه (مترو باريس)
غايتيه (بالفرنسية: Gaîté)‏ هي محطة مترو تابعة لمترو باريس تقع في فرنسا في الدائرة الرابعة عشرة في باريس.[بحاجة لمصدر]